# Naturschutzturm

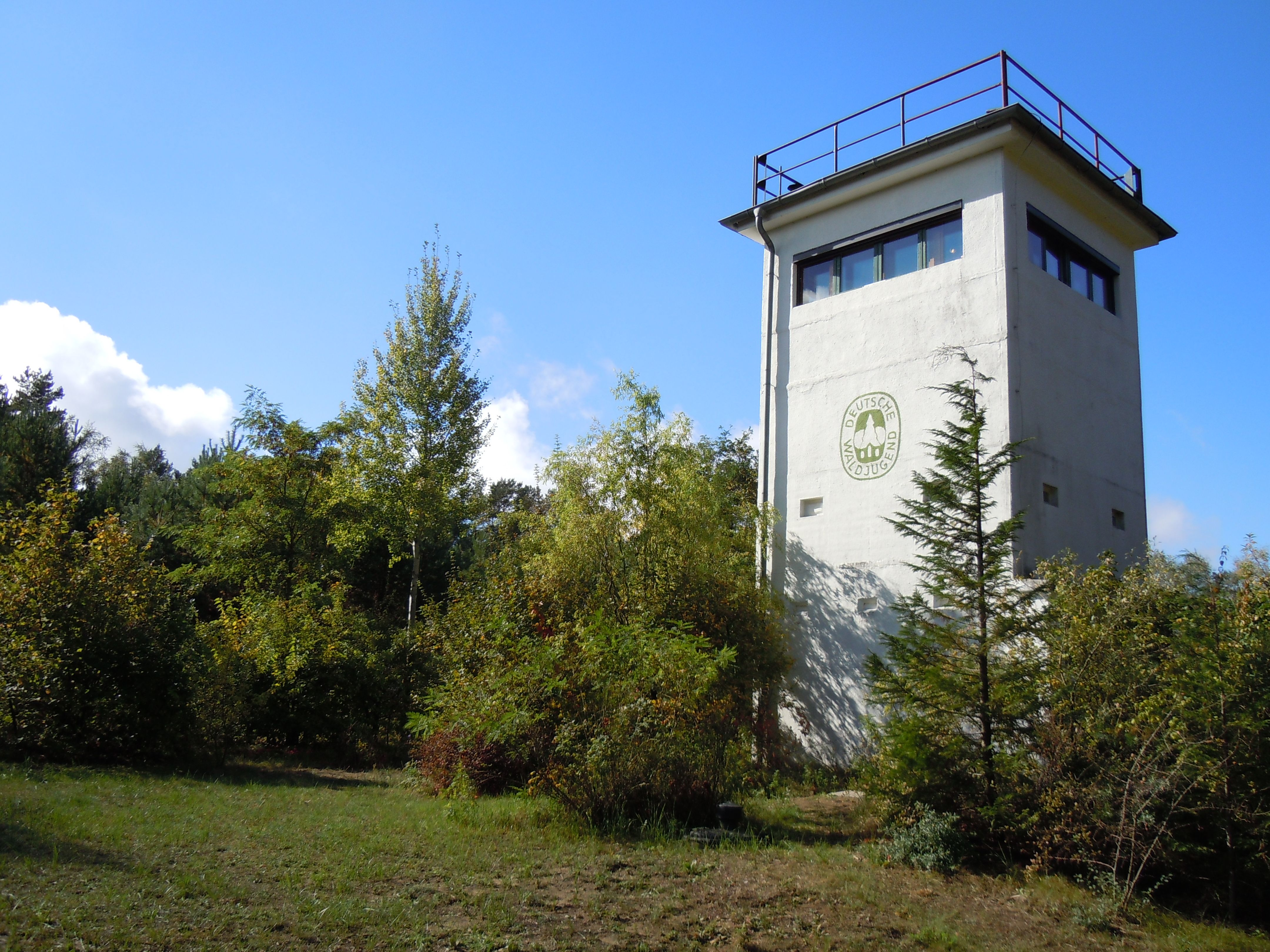
Der Naturschutzturm in Bergfelde (2012)

Der Naturschutzturm ist eine Einrichtung der SDW  im Stadtteil Bergfelde der Stadt Hohen Neuendorf. Es handelt sich um die ehemalige Führungsstelle Bergfelde der Grenztruppen der DDR an der Berliner Mauer. Der Naturschutzturm ist damit eine von vier erhaltenen ehemaligen Führungsstellen der Berliner Mauer und als Baudenkmal geschützt.

## Geschichte
Die ehemalige Grenze zwischen dem Bezirk Potsdam der Deutschen Demokratischen Republik (DDR) und West-Berlin verlief im Bereich zwischen Bergfelde und Berlin-Frohnau durch ein Waldstück. Dieser Abschnitt wurde als Teil der Grenze zwischen der Viermächte-Stadt Berlin und der DDR 1952 geschlossen. Ab 1961 wurde der Grenzstreifen mit technischen Sperranlagen als Teil der Berliner Mauer ausgebaut. Der heutige Naturschutzturm entstand als Führungsstelle Bergfelde der Grenztruppen der DDR in den 1980er Jahren. Sie diente der Grenzüberwachung und als Kommandozentrale für die umliegenden Beobachtungstürme. Führungsstellen waren nach dem folgenden Schema aufgebaut:
- Kellergeschoss mit technischen Anlagen
- Erdgeschoss mit einer Arrestzelle für DDR-Flüchtlinge
- erstes Obergeschoss als Aufenthaltsraum
- zweites Obergeschoss als Beobachtungsstand mit Blick nach allen Seiten und großem Suchscheinwerfer auf dem Dach

Nach dem Fall der Berliner Mauer wurde die Führungsstelle Bergfelde am 25. Juni 1990 an Vertreter der Deutschen Waldjugend übergeben und als Naturschutzturm für Zwecke des Naturschutzes hergerichtet.
Von den ehemals 31 Führungsstellen der Berliner Mauer (Stand: Frühjahr 1989) sind lediglich vier erhaltenen. Der Naturschutzturm steht seit Ende 2009 als Baudenkmal unter Denkmalschutz.

## Heutige Nutzung
Betreiber des Naturschutzturms ist die Schutzgemeinschaft Deutscher Wald. Er wird als Basis für unterschiedliche Aktivitäten genutzt wie beispielsweise jährliche Pflegeaktionen im nahegelegenen Herthamoor. 
Der Turm hat eine Höhe von 8,50 m und eine Grundfläche von etwa 16 m². Das zweite Obergeschoss dient als Gruppenraum und Treffpunkt. Im Erdgeschoss gibt es eine Miniküche; das Abwasser wird über eine Schilfkläranlage gereinigt. Im Keller befinden sich ein Lagerraum, die Wasserversorgung und ein Brunnen. 
Das 3848 m² große Gelände um den Naturschutzturm wurde ökologisch bewirtschaftet. Die Freifläche wird als Klassenzimmer im Grünen genutzt.